# یونایتدهلت گروپ
یونایتد هلث گروپ (به انگلیسی: UnitedHealth Group) شرکت خدمات درمانی و مراقبت‌های بهداشتی آمریکایی است، که دفتر مرکزی آن، در شهر مینه‌تونکا، مینه‌سوتا، قرار دارد.
این شرکت، در سال ۱۹۷۷ تأسیس شد و در ۱۹۷۹ اولین شبکه مبتنی بر طرح سلامت برای سالمندان را، اجرا نمود. در سال ۱۹۸۴، یونایتد هلث گروپ، به یک شرکت بازرگانی عمومی، تبدیل شد.
یونایتد هلث گروپ، طیف وسیعی از محصولات و خدمات را، از طریق دو بخش: بهداشت/درمان و اُپتیمام ارائه می‌دهد. شرکت یونایتد هلث همچنین از طریق شرکت‌های تابعه خود، به ۷۰ میلیون نفر در سراسر ایالات متحده خدمات بهداشتی ارائه می‌نماید.
شرکت یونایتد هلث گروپ، در سال 2018 درآمد خالصی معادل 201،159 $ میلیارد دلار را کسب کرده‌است. این شرکت در آخرین رتبه‌بندی انجام شده، توسط مجله فورچون، در فهرست فرچون ۵۰۰؛ رتبه 5 از بزرگترین شرکت‌های ایالات متحده را، به خود اختصاص داد.